# Альбіно (шахова тема)
Те́ма альбі́но — тема в шаховій композиції. Суть теми — чотириразова гра білого пішака на всі доступні йому поля.

## Історія
Вперше цю ідею виразив в двоходівці Д. Уейнрайт в 1886 році.
Білий пішак може з одного поля потрапити на інші різні чотири поля лише тоді, коли стоїть на початковій позиції, тобто на другій горизонталі шахової дошки.
Оскільки створює чотири різних варіанта саме білий пішак, його жартома названий «альбінос», а в англійській мові — (англ. Albino), тому ідея дістала назву — тема альбіно.
|   | a | b | c | d | e | f | g | h |   |
| 8 | b8 білий кінь · h8 чорна тура · h7 чорний слон · c4 чорний пішак · d4 чорний пішак · e4 чорний пішак · h4 чорний пішак · a3 білий слон · f3 білий ферзь · h3 чорна тура · a2 чорний король · e2 білий пішак · f2 біла тура · h2 білий пішак · b1 біла тура · c1 білий король | b8 білий кінь · h8 чорна тура · h7 чорний слон · c4 чорний пішак · d4 чорний пішак · e4 чорний пішак · h4 чорний пішак · a3 білий слон · f3 білий ферзь · h3 чорна тура · a2 чорний король · e2 білий пішак · f2 біла тура · h2 білий пішак · b1 біла тура · c1 білий король | b8 білий кінь · h8 чорна тура · h7 чорний слон · c4 чорний пішак · d4 чорний пішак · e4 чорний пішак · h4 чорний пішак · a3 білий слон · f3 білий ферзь · h3 чорна тура · a2 чорний король · e2 білий пішак · f2 біла тура · h2 білий пішак · b1 біла тура · c1 білий король | b8 білий кінь · h8 чорна тура · h7 чорний слон · c4 чорний пішак · d4 чорний пішак · e4 чорний пішак · h4 чорний пішак · a3 білий слон · f3 білий ферзь · h3 чорна тура · a2 чорний король · e2 білий пішак · f2 біла тура · h2 білий пішак · b1 біла тура · c1 білий король | b8 білий кінь · h8 чорна тура · h7 чорний слон · c4 чорний пішак · d4 чорний пішак · e4 чорний пішак · h4 чорний пішак · a3 білий слон · f3 білий ферзь · h3 чорна тура · a2 чорний король · e2 білий пішак · f2 біла тура · h2 білий пішак · b1 біла тура · c1 білий король | b8 білий кінь · h8 чорна тура · h7 чорний слон · c4 чорний пішак · d4 чорний пішак · e4 чорний пішак · h4 чорний пішак · a3 білий слон · f3 білий ферзь · h3 чорна тура · a2 чорний король · e2 білий пішак · f2 біла тура · h2 білий пішак · b1 біла тура · c1 білий король | b8 білий кінь · h8 чорна тура · h7 чорний слон · c4 чорний пішак · d4 чорний пішак · e4 чорний пішак · h4 чорний пішак · a3 білий слон · f3 білий ферзь · h3 чорна тура · a2 чорний король · e2 білий пішак · f2 біла тура · h2 білий пішак · b1 біла тура · c1 білий король | b8 білий кінь · h8 чорна тура · h7 чорний слон · c4 чорний пішак · d4 чорний пішак · e4 чорний пішак · h4 чорний пішак · a3 білий слон · f3 білий ферзь · h3 чорна тура · a2 чорний король · e2 білий пішак · f2 біла тура · h2 білий пішак · b1 біла тура · c1 білий король | 8 |
| 7 | b8 білий кінь · h8 чорна тура · h7 чорний слон · c4 чорний пішак · d4 чорний пішак · e4 чорний пішак · h4 чорний пішак · a3 білий слон · f3 білий ферзь · h3 чорна тура · a2 чорний король · e2 білий пішак · f2 біла тура · h2 білий пішак · b1 біла тура · c1 білий король | b8 білий кінь · h8 чорна тура · h7 чорний слон · c4 чорний пішак · d4 чорний пішак · e4 чорний пішак · h4 чорний пішак · a3 білий слон · f3 білий ферзь · h3 чорна тура · a2 чорний король · e2 білий пішак · f2 біла тура · h2 білий пішак · b1 біла тура · c1 білий король | b8 білий кінь · h8 чорна тура · h7 чорний слон · c4 чорний пішак · d4 чорний пішак · e4 чорний пішак · h4 чорний пішак · a3 білий слон · f3 білий ферзь · h3 чорна тура · a2 чорний король · e2 білий пішак · f2 біла тура · h2 білий пішак · b1 біла тура · c1 білий король | b8 білий кінь · h8 чорна тура · h7 чорний слон · c4 чорний пішак · d4 чорний пішак · e4 чорний пішак · h4 чорний пішак · a3 білий слон · f3 білий ферзь · h3 чорна тура · a2 чорний король · e2 білий пішак · f2 біла тура · h2 білий пішак · b1 біла тура · c1 білий король | b8 білий кінь · h8 чорна тура · h7 чорний слон · c4 чорний пішак · d4 чорний пішак · e4 чорний пішак · h4 чорний пішак · a3 білий слон · f3 білий ферзь · h3 чорна тура · a2 чорний король · e2 білий пішак · f2 біла тура · h2 білий пішак · b1 біла тура · c1 білий король | b8 білий кінь · h8 чорна тура · h7 чорний слон · c4 чорний пішак · d4 чорний пішак · e4 чорний пішак · h4 чорний пішак · a3 білий слон · f3 білий ферзь · h3 чорна тура · a2 чорний король · e2 білий пішак · f2 біла тура · h2 білий пішак · b1 біла тура · c1 білий король | b8 білий кінь · h8 чорна тура · h7 чорний слон · c4 чорний пішак · d4 чорний пішак · e4 чорний пішак · h4 чорний пішак · a3 білий слон · f3 білий ферзь · h3 чорна тура · a2 чорний король · e2 білий пішак · f2 біла тура · h2 білий пішак · b1 біла тура · c1 білий король | b8 білий кінь · h8 чорна тура · h7 чорний слон · c4 чорний пішак · d4 чорний пішак · e4 чорний пішак · h4 чорний пішак · a3 білий слон · f3 білий ферзь · h3 чорна тура · a2 чорний король · e2 білий пішак · f2 біла тура · h2 білий пішак · b1 біла тура · c1 білий король | 7 |
| 6 | b8 білий кінь · h8 чорна тура · h7 чорний слон · c4 чорний пішак · d4 чорний пішак · e4 чорний пішак · h4 чорний пішак · a3 білий слон · f3 білий ферзь · h3 чорна тура · a2 чорний король · e2 білий пішак · f2 біла тура · h2 білий пішак · b1 біла тура · c1 білий король | b8 білий кінь · h8 чорна тура · h7 чорний слон · c4 чорний пішак · d4 чорний пішак · e4 чорний пішак · h4 чорний пішак · a3 білий слон · f3 білий ферзь · h3 чорна тура · a2 чорний король · e2 білий пішак · f2 біла тура · h2 білий пішак · b1 біла тура · c1 білий король | b8 білий кінь · h8 чорна тура · h7 чорний слон · c4 чорний пішак · d4 чорний пішак · e4 чорний пішак · h4 чорний пішак · a3 білий слон · f3 білий ферзь · h3 чорна тура · a2 чорний король · e2 білий пішак · f2 біла тура · h2 білий пішак · b1 біла тура · c1 білий король | b8 білий кінь · h8 чорна тура · h7 чорний слон · c4 чорний пішак · d4 чорний пішак · e4 чорний пішак · h4 чорний пішак · a3 білий слон · f3 білий ферзь · h3 чорна тура · a2 чорний король · e2 білий пішак · f2 біла тура · h2 білий пішак · b1 біла тура · c1 білий король | b8 білий кінь · h8 чорна тура · h7 чорний слон · c4 чорний пішак · d4 чорний пішак · e4 чорний пішак · h4 чорний пішак · a3 білий слон · f3 білий ферзь · h3 чорна тура · a2 чорний король · e2 білий пішак · f2 біла тура · h2 білий пішак · b1 біла тура · c1 білий король | b8 білий кінь · h8 чорна тура · h7 чорний слон · c4 чорний пішак · d4 чорний пішак · e4 чорний пішак · h4 чорний пішак · a3 білий слон · f3 білий ферзь · h3 чорна тура · a2 чорний король · e2 білий пішак · f2 біла тура · h2 білий пішак · b1 біла тура · c1 білий король | b8 білий кінь · h8 чорна тура · h7 чорний слон · c4 чорний пішак · d4 чорний пішак · e4 чорний пішак · h4 чорний пішак · a3 білий слон · f3 білий ферзь · h3 чорна тура · a2 чорний король · e2 білий пішак · f2 біла тура · h2 білий пішак · b1 біла тура · c1 білий король | b8 білий кінь · h8 чорна тура · h7 чорний слон · c4 чорний пішак · d4 чорний пішак · e4 чорний пішак · h4 чорний пішак · a3 білий слон · f3 білий ферзь · h3 чорна тура · a2 чорний король · e2 білий пішак · f2 біла тура · h2 білий пішак · b1 біла тура · c1 білий король | 6 |
| 5 | b8 білий кінь · h8 чорна тура · h7 чорний слон · c4 чорний пішак · d4 чорний пішак · e4 чорний пішак · h4 чорний пішак · a3 білий слон · f3 білий ферзь · h3 чорна тура · a2 чорний король · e2 білий пішак · f2 біла тура · h2 білий пішак · b1 біла тура · c1 білий король | b8 білий кінь · h8 чорна тура · h7 чорний слон · c4 чорний пішак · d4 чорний пішак · e4 чорний пішак · h4 чорний пішак · a3 білий слон · f3 білий ферзь · h3 чорна тура · a2 чорний король · e2 білий пішак · f2 біла тура · h2 білий пішак · b1 біла тура · c1 білий король | b8 білий кінь · h8 чорна тура · h7 чорний слон · c4 чорний пішак · d4 чорний пішак · e4 чорний пішак · h4 чорний пішак · a3 білий слон · f3 білий ферзь · h3 чорна тура · a2 чорний король · e2 білий пішак · f2 біла тура · h2 білий пішак · b1 біла тура · c1 білий король | b8 білий кінь · h8 чорна тура · h7 чорний слон · c4 чорний пішак · d4 чорний пішак · e4 чорний пішак · h4 чорний пішак · a3 білий слон · f3 білий ферзь · h3 чорна тура · a2 чорний король · e2 білий пішак · f2 біла тура · h2 білий пішак · b1 біла тура · c1 білий король | b8 білий кінь · h8 чорна тура · h7 чорний слон · c4 чорний пішак · d4 чорний пішак · e4 чорний пішак · h4 чорний пішак · a3 білий слон · f3 білий ферзь · h3 чорна тура · a2 чорний король · e2 білий пішак · f2 біла тура · h2 білий пішак · b1 біла тура · c1 білий король | b8 білий кінь · h8 чорна тура · h7 чорний слон · c4 чорний пішак · d4 чорний пішак · e4 чорний пішак · h4 чорний пішак · a3 білий слон · f3 білий ферзь · h3 чорна тура · a2 чорний король · e2 білий пішак · f2 біла тура · h2 білий пішак · b1 біла тура · c1 білий король | b8 білий кінь · h8 чорна тура · h7 чорний слон · c4 чорний пішак · d4 чорний пішак · e4 чорний пішак · h4 чорний пішак · a3 білий слон · f3 білий ферзь · h3 чорна тура · a2 чорний король · e2 білий пішак · f2 біла тура · h2 білий пішак · b1 біла тура · c1 білий король | b8 білий кінь · h8 чорна тура · h7 чорний слон · c4 чорний пішак · d4 чорний пішак · e4 чорний пішак · h4 чорний пішак · a3 білий слон · f3 білий ферзь · h3 чорна тура · a2 чорний король · e2 білий пішак · f2 біла тура · h2 білий пішак · b1 біла тура · c1 білий король | 5 |
| 4 | b8 білий кінь · h8 чорна тура · h7 чорний слон · c4 чорний пішак · d4 чорний пішак · e4 чорний пішак · h4 чорний пішак · a3 білий слон · f3 білий ферзь · h3 чорна тура · a2 чорний король · e2 білий пішак · f2 біла тура · h2 білий пішак · b1 біла тура · c1 білий король | b8 білий кінь · h8 чорна тура · h7 чорний слон · c4 чорний пішак · d4 чорний пішак · e4 чорний пішак · h4 чорний пішак · a3 білий слон · f3 білий ферзь · h3 чорна тура · a2 чорний король · e2 білий пішак · f2 біла тура · h2 білий пішак · b1 біла тура · c1 білий король | b8 білий кінь · h8 чорна тура · h7 чорний слон · c4 чорний пішак · d4 чорний пішак · e4 чорний пішак · h4 чорний пішак · a3 білий слон · f3 білий ферзь · h3 чорна тура · a2 чорний король · e2 білий пішак · f2 біла тура · h2 білий пішак · b1 біла тура · c1 білий король | b8 білий кінь · h8 чорна тура · h7 чорний слон · c4 чорний пішак · d4 чорний пішак · e4 чорний пішак · h4 чорний пішак · a3 білий слон · f3 білий ферзь · h3 чорна тура · a2 чорний король · e2 білий пішак · f2 біла тура · h2 білий пішак · b1 біла тура · c1 білий король | b8 білий кінь · h8 чорна тура · h7 чорний слон · c4 чорний пішак · d4 чорний пішак · e4 чорний пішак · h4 чорний пішак · a3 білий слон · f3 білий ферзь · h3 чорна тура · a2 чорний король · e2 білий пішак · f2 біла тура · h2 білий пішак · b1 біла тура · c1 білий король | b8 білий кінь · h8 чорна тура · h7 чорний слон · c4 чорний пішак · d4 чорний пішак · e4 чорний пішак · h4 чорний пішак · a3 білий слон · f3 білий ферзь · h3 чорна тура · a2 чорний король · e2 білий пішак · f2 біла тура · h2 білий пішак · b1 біла тура · c1 білий король | b8 білий кінь · h8 чорна тура · h7 чорний слон · c4 чорний пішак · d4 чорний пішак · e4 чорний пішак · h4 чорний пішак · a3 білий слон · f3 білий ферзь · h3 чорна тура · a2 чорний король · e2 білий пішак · f2 біла тура · h2 білий пішак · b1 біла тура · c1 білий король | b8 білий кінь · h8 чорна тура · h7 чорний слон · c4 чорний пішак · d4 чорний пішак · e4 чорний пішак · h4 чорний пішак · a3 білий слон · f3 білий ферзь · h3 чорна тура · a2 чорний король · e2 білий пішак · f2 біла тура · h2 білий пішак · b1 біла тура · c1 білий король | 4 |
| 3 | b8 білий кінь · h8 чорна тура · h7 чорний слон · c4 чорний пішак · d4 чорний пішак · e4 чорний пішак · h4 чорний пішак · a3 білий слон · f3 білий ферзь · h3 чорна тура · a2 чорний король · e2 білий пішак · f2 біла тура · h2 білий пішак · b1 біла тура · c1 білий король | b8 білий кінь · h8 чорна тура · h7 чорний слон · c4 чорний пішак · d4 чорний пішак · e4 чорний пішак · h4 чорний пішак · a3 білий слон · f3 білий ферзь · h3 чорна тура · a2 чорний король · e2 білий пішак · f2 біла тура · h2 білий пішак · b1 біла тура · c1 білий король | b8 білий кінь · h8 чорна тура · h7 чорний слон · c4 чорний пішак · d4 чорний пішак · e4 чорний пішак · h4 чорний пішак · a3 білий слон · f3 білий ферзь · h3 чорна тура · a2 чорний король · e2 білий пішак · f2 біла тура · h2 білий пішак · b1 біла тура · c1 білий король | b8 білий кінь · h8 чорна тура · h7 чорний слон · c4 чорний пішак · d4 чорний пішак · e4 чорний пішак · h4 чорний пішак · a3 білий слон · f3 білий ферзь · h3 чорна тура · a2 чорний король · e2 білий пішак · f2 біла тура · h2 білий пішак · b1 біла тура · c1 білий король | b8 білий кінь · h8 чорна тура · h7 чорний слон · c4 чорний пішак · d4 чорний пішак · e4 чорний пішак · h4 чорний пішак · a3 білий слон · f3 білий ферзь · h3 чорна тура · a2 чорний король · e2 білий пішак · f2 біла тура · h2 білий пішак · b1 біла тура · c1 білий король | b8 білий кінь · h8 чорна тура · h7 чорний слон · c4 чорний пішак · d4 чорний пішак · e4 чорний пішак · h4 чорний пішак · a3 білий слон · f3 білий ферзь · h3 чорна тура · a2 чорний король · e2 білий пішак · f2 біла тура · h2 білий пішак · b1 біла тура · c1 білий король | b8 білий кінь · h8 чорна тура · h7 чорний слон · c4 чорний пішак · d4 чорний пішак · e4 чорний пішак · h4 чорний пішак · a3 білий слон · f3 білий ферзь · h3 чорна тура · a2 чорний король · e2 білий пішак · f2 біла тура · h2 білий пішак · b1 біла тура · c1 білий король | b8 білий кінь · h8 чорна тура · h7 чорний слон · c4 чорний пішак · d4 чорний пішак · e4 чорний пішак · h4 чорний пішак · a3 білий слон · f3 білий ферзь · h3 чорна тура · a2 чорний король · e2 білий пішак · f2 біла тура · h2 білий пішак · b1 біла тура · c1 білий король | 3 |
| 2 | b8 білий кінь · h8 чорна тура · h7 чорний слон · c4 чорний пішак · d4 чорний пішак · e4 чорний пішак · h4 чорний пішак · a3 білий слон · f3 білий ферзь · h3 чорна тура · a2 чорний король · e2 білий пішак · f2 біла тура · h2 білий пішак · b1 біла тура · c1 білий король | b8 білий кінь · h8 чорна тура · h7 чорний слон · c4 чорний пішак · d4 чорний пішак · e4 чорний пішак · h4 чорний пішак · a3 білий слон · f3 білий ферзь · h3 чорна тура · a2 чорний король · e2 білий пішак · f2 біла тура · h2 білий пішак · b1 біла тура · c1 білий король | b8 білий кінь · h8 чорна тура · h7 чорний слон · c4 чорний пішак · d4 чорний пішак · e4 чорний пішак · h4 чорний пішак · a3 білий слон · f3 білий ферзь · h3 чорна тура · a2 чорний король · e2 білий пішак · f2 біла тура · h2 білий пішак · b1 біла тура · c1 білий король | b8 білий кінь · h8 чорна тура · h7 чорний слон · c4 чорний пішак · d4 чорний пішак · e4 чорний пішак · h4 чорний пішак · a3 білий слон · f3 білий ферзь · h3 чорна тура · a2 чорний король · e2 білий пішак · f2 біла тура · h2 білий пішак · b1 біла тура · c1 білий король | b8 білий кінь · h8 чорна тура · h7 чорний слон · c4 чорний пішак · d4 чорний пішак · e4 чорний пішак · h4 чорний пішак · a3 білий слон · f3 білий ферзь · h3 чорна тура · a2 чорний король · e2 білий пішак · f2 біла тура · h2 білий пішак · b1 біла тура · c1 білий король | b8 білий кінь · h8 чорна тура · h7 чорний слон · c4 чорний пішак · d4 чорний пішак · e4 чорний пішак · h4 чорний пішак · a3 білий слон · f3 білий ферзь · h3 чорна тура · a2 чорний король · e2 білий пішак · f2 біла тура · h2 білий пішак · b1 біла тура · c1 білий король | b8 білий кінь · h8 чорна тура · h7 чорний слон · c4 чорний пішак · d4 чорний пішак · e4 чорний пішак · h4 чорний пішак · a3 білий слон · f3 білий ферзь · h3 чорна тура · a2 чорний король · e2 білий пішак · f2 біла тура · h2 білий пішак · b1 біла тура · c1 білий король | b8 білий кінь · h8 чорна тура · h7 чорний слон · c4 чорний пішак · d4 чорний пішак · e4 чорний пішак · h4 чорний пішак · a3 білий слон · f3 білий ферзь · h3 чорна тура · a2 чорний король · e2 білий пішак · f2 біла тура · h2 білий пішак · b1 біла тура · c1 білий король | 2 |
| 1 | b8 білий кінь · h8 чорна тура · h7 чорний слон · c4 чорний пішак · d4 чорний пішак · e4 чорний пішак · h4 чорний пішак · a3 білий слон · f3 білий ферзь · h3 чорна тура · a2 чорний король · e2 білий пішак · f2 біла тура · h2 білий пішак · b1 біла тура · c1 білий король | b8 білий кінь · h8 чорна тура · h7 чорний слон · c4 чорний пішак · d4 чорний пішак · e4 чорний пішак · h4 чорний пішак · a3 білий слон · f3 білий ферзь · h3 чорна тура · a2 чорний король · e2 білий пішак · f2 біла тура · h2 білий пішак · b1 біла тура · c1 білий король | b8 білий кінь · h8 чорна тура · h7 чорний слон · c4 чорний пішак · d4 чорний пішак · e4 чорний пішак · h4 чорний пішак · a3 білий слон · f3 білий ферзь · h3 чорна тура · a2 чорний король · e2 білий пішак · f2 біла тура · h2 білий пішак · b1 біла тура · c1 білий король | b8 білий кінь · h8 чорна тура · h7 чорний слон · c4 чорний пішак · d4 чорний пішак · e4 чорний пішак · h4 чорний пішак · a3 білий слон · f3 білий ферзь · h3 чорна тура · a2 чорний король · e2 білий пішак · f2 біла тура · h2 білий пішак · b1 біла тура · c1 білий король | b8 білий кінь · h8 чорна тура · h7 чорний слон · c4 чорний пішак · d4 чорний пішак · e4 чорний пішак · h4 чорний пішак · a3 білий слон · f3 білий ферзь · h3 чорна тура · a2 чорний король · e2 білий пішак · f2 біла тура · h2 білий пішак · b1 біла тура · c1 білий король | b8 білий кінь · h8 чорна тура · h7 чорний слон · c4 чорний пішак · d4 чорний пішак · e4 чорний пішак · h4 чорний пішак · a3 білий слон · f3 білий ферзь · h3 чорна тура · a2 чорний король · e2 білий пішак · f2 біла тура · h2 білий пішак · b1 біла тура · c1 білий король | b8 білий кінь · h8 чорна тура · h7 чорний слон · c4 чорний пішак · d4 чорний пішак · e4 чорний пішак · h4 чорний пішак · a3 білий слон · f3 білий ферзь · h3 чорна тура · a2 чорний король · e2 білий пішак · f2 біла тура · h2 білий пішак · b1 біла тура · c1 білий король | b8 білий кінь · h8 чорна тура · h7 чорний слон · c4 чорний пішак · d4 чорний пішак · e4 чорний пішак · h4 чорний пішак · a3 білий слон · f3 білий ферзь · h3 чорна тура · a2 чорний король · e2 білий пішак · f2 біла тура · h2 білий пішак · b1 біла тура · c1 білий король | 1 |
|   | a | b | c | d | e | f | g | h |   |

FEN: 1N5r/7b/8/8/2ppp2p/B4Q1r/k3PR1P/1RK5
1. Bb4! ~ 2. e3#
1. ... ef3    2. e4#
1. ... d3    2. ed3#
1. ... Rxf3 2. ef3#
- — - — - — -
1. ... e3 2. Qa8#
1. ... c3 2. Qf7#
Білий пішак «е2» грає на чотири доступних йому поля, Один раз в загрозі на поле «e3» і тричі у варіантах захисту чорних — на поля «e4», «d3» і «f3». Це є найперше вираження теми.

## Подвоєна форма теми
В результаті чотириразової гри у двох механізмах двох білих пішаків можливе вираження подвоєної форми теми альбіно.
|   | a | b | c | d | e | f | g | h |   |
| 8 | f8 чорна тура · g8 чорний слон · h8 чорний слон · h7 чорний пішак · b6 біла тура · e6 білий пішак · b5 білий король · c5 чорний пішак · d5 чорний король · e5 чорний ферзь · b3 чорний пішак · d3 чорний пішак · e3 чорний пішак · g3 чорний пішак · b2 білий пішак · c2 білий пішак · f2 білий пішак · g2 білий пішак | f8 чорна тура · g8 чорний слон · h8 чорний слон · h7 чорний пішак · b6 біла тура · e6 білий пішак · b5 білий король · c5 чорний пішак · d5 чорний король · e5 чорний ферзь · b3 чорний пішак · d3 чорний пішак · e3 чорний пішак · g3 чорний пішак · b2 білий пішак · c2 білий пішак · f2 білий пішак · g2 білий пішак | f8 чорна тура · g8 чорний слон · h8 чорний слон · h7 чорний пішак · b6 біла тура · e6 білий пішак · b5 білий король · c5 чорний пішак · d5 чорний король · e5 чорний ферзь · b3 чорний пішак · d3 чорний пішак · e3 чорний пішак · g3 чорний пішак · b2 білий пішак · c2 білий пішак · f2 білий пішак · g2 білий пішак | f8 чорна тура · g8 чорний слон · h8 чорний слон · h7 чорний пішак · b6 біла тура · e6 білий пішак · b5 білий король · c5 чорний пішак · d5 чорний король · e5 чорний ферзь · b3 чорний пішак · d3 чорний пішак · e3 чорний пішак · g3 чорний пішак · b2 білий пішак · c2 білий пішак · f2 білий пішак · g2 білий пішак | f8 чорна тура · g8 чорний слон · h8 чорний слон · h7 чорний пішак · b6 біла тура · e6 білий пішак · b5 білий король · c5 чорний пішак · d5 чорний король · e5 чорний ферзь · b3 чорний пішак · d3 чорний пішак · e3 чорний пішак · g3 чорний пішак · b2 білий пішак · c2 білий пішак · f2 білий пішак · g2 білий пішак | f8 чорна тура · g8 чорний слон · h8 чорний слон · h7 чорний пішак · b6 біла тура · e6 білий пішак · b5 білий король · c5 чорний пішак · d5 чорний король · e5 чорний ферзь · b3 чорний пішак · d3 чорний пішак · e3 чорний пішак · g3 чорний пішак · b2 білий пішак · c2 білий пішак · f2 білий пішак · g2 білий пішак | f8 чорна тура · g8 чорний слон · h8 чорний слон · h7 чорний пішак · b6 біла тура · e6 білий пішак · b5 білий король · c5 чорний пішак · d5 чорний король · e5 чорний ферзь · b3 чорний пішак · d3 чорний пішак · e3 чорний пішак · g3 чорний пішак · b2 білий пішак · c2 білий пішак · f2 білий пішак · g2 білий пішак | f8 чорна тура · g8 чорний слон · h8 чорний слон · h7 чорний пішак · b6 біла тура · e6 білий пішак · b5 білий король · c5 чорний пішак · d5 чорний король · e5 чорний ферзь · b3 чорний пішак · d3 чорний пішак · e3 чорний пішак · g3 чорний пішак · b2 білий пішак · c2 білий пішак · f2 білий пішак · g2 білий пішак | 8 |
| 7 | f8 чорна тура · g8 чорний слон · h8 чорний слон · h7 чорний пішак · b6 біла тура · e6 білий пішак · b5 білий король · c5 чорний пішак · d5 чорний король · e5 чорний ферзь · b3 чорний пішак · d3 чорний пішак · e3 чорний пішак · g3 чорний пішак · b2 білий пішак · c2 білий пішак · f2 білий пішак · g2 білий пішак | f8 чорна тура · g8 чорний слон · h8 чорний слон · h7 чорний пішак · b6 біла тура · e6 білий пішак · b5 білий король · c5 чорний пішак · d5 чорний король · e5 чорний ферзь · b3 чорний пішак · d3 чорний пішак · e3 чорний пішак · g3 чорний пішак · b2 білий пішак · c2 білий пішак · f2 білий пішак · g2 білий пішак | f8 чорна тура · g8 чорний слон · h8 чорний слон · h7 чорний пішак · b6 біла тура · e6 білий пішак · b5 білий король · c5 чорний пішак · d5 чорний король · e5 чорний ферзь · b3 чорний пішак · d3 чорний пішак · e3 чорний пішак · g3 чорний пішак · b2 білий пішак · c2 білий пішак · f2 білий пішак · g2 білий пішак | f8 чорна тура · g8 чорний слон · h8 чорний слон · h7 чорний пішак · b6 біла тура · e6 білий пішак · b5 білий король · c5 чорний пішак · d5 чорний король · e5 чорний ферзь · b3 чорний пішак · d3 чорний пішак · e3 чорний пішак · g3 чорний пішак · b2 білий пішак · c2 білий пішак · f2 білий пішак · g2 білий пішак | f8 чорна тура · g8 чорний слон · h8 чорний слон · h7 чорний пішак · b6 біла тура · e6 білий пішак · b5 білий король · c5 чорний пішак · d5 чорний король · e5 чорний ферзь · b3 чорний пішак · d3 чорний пішак · e3 чорний пішак · g3 чорний пішак · b2 білий пішак · c2 білий пішак · f2 білий пішак · g2 білий пішак | f8 чорна тура · g8 чорний слон · h8 чорний слон · h7 чорний пішак · b6 біла тура · e6 білий пішак · b5 білий король · c5 чорний пішак · d5 чорний король · e5 чорний ферзь · b3 чорний пішак · d3 чорний пішак · e3 чорний пішак · g3 чорний пішак · b2 білий пішак · c2 білий пішак · f2 білий пішак · g2 білий пішак | f8 чорна тура · g8 чорний слон · h8 чорний слон · h7 чорний пішак · b6 біла тура · e6 білий пішак · b5 білий король · c5 чорний пішак · d5 чорний король · e5 чорний ферзь · b3 чорний пішак · d3 чорний пішак · e3 чорний пішак · g3 чорний пішак · b2 білий пішак · c2 білий пішак · f2 білий пішак · g2 білий пішак | f8 чорна тура · g8 чорний слон · h8 чорний слон · h7 чорний пішак · b6 біла тура · e6 білий пішак · b5 білий король · c5 чорний пішак · d5 чорний король · e5 чорний ферзь · b3 чорний пішак · d3 чорний пішак · e3 чорний пішак · g3 чорний пішак · b2 білий пішак · c2 білий пішак · f2 білий пішак · g2 білий пішак | 7 |
| 6 | f8 чорна тура · g8 чорний слон · h8 чорний слон · h7 чорний пішак · b6 біла тура · e6 білий пішак · b5 білий король · c5 чорний пішак · d5 чорний король · e5 чорний ферзь · b3 чорний пішак · d3 чорний пішак · e3 чорний пішак · g3 чорний пішак · b2 білий пішак · c2 білий пішак · f2 білий пішак · g2 білий пішак | f8 чорна тура · g8 чорний слон · h8 чорний слон · h7 чорний пішак · b6 біла тура · e6 білий пішак · b5 білий король · c5 чорний пішак · d5 чорний король · e5 чорний ферзь · b3 чорний пішак · d3 чорний пішак · e3 чорний пішак · g3 чорний пішак · b2 білий пішак · c2 білий пішак · f2 білий пішак · g2 білий пішак | f8 чорна тура · g8 чорний слон · h8 чорний слон · h7 чорний пішак · b6 біла тура · e6 білий пішак · b5 білий король · c5 чорний пішак · d5 чорний король · e5 чорний ферзь · b3 чорний пішак · d3 чорний пішак · e3 чорний пішак · g3 чорний пішак · b2 білий пішак · c2 білий пішак · f2 білий пішак · g2 білий пішак | f8 чорна тура · g8 чорний слон · h8 чорний слон · h7 чорний пішак · b6 біла тура · e6 білий пішак · b5 білий король · c5 чорний пішак · d5 чорний король · e5 чорний ферзь · b3 чорний пішак · d3 чорний пішак · e3 чорний пішак · g3 чорний пішак · b2 білий пішак · c2 білий пішак · f2 білий пішак · g2 білий пішак | f8 чорна тура · g8 чорний слон · h8 чорний слон · h7 чорний пішак · b6 біла тура · e6 білий пішак · b5 білий король · c5 чорний пішак · d5 чорний король · e5 чорний ферзь · b3 чорний пішак · d3 чорний пішак · e3 чорний пішак · g3 чорний пішак · b2 білий пішак · c2 білий пішак · f2 білий пішак · g2 білий пішак | f8 чорна тура · g8 чорний слон · h8 чорний слон · h7 чорний пішак · b6 біла тура · e6 білий пішак · b5 білий король · c5 чорний пішак · d5 чорний король · e5 чорний ферзь · b3 чорний пішак · d3 чорний пішак · e3 чорний пішак · g3 чорний пішак · b2 білий пішак · c2 білий пішак · f2 білий пішак · g2 білий пішак | f8 чорна тура · g8 чорний слон · h8 чорний слон · h7 чорний пішак · b6 біла тура · e6 білий пішак · b5 білий король · c5 чорний пішак · d5 чорний король · e5 чорний ферзь · b3 чорний пішак · d3 чорний пішак · e3 чорний пішак · g3 чорний пішак · b2 білий пішак · c2 білий пішак · f2 білий пішак · g2 білий пішак | f8 чорна тура · g8 чорний слон · h8 чорний слон · h7 чорний пішак · b6 біла тура · e6 білий пішак · b5 білий король · c5 чорний пішак · d5 чорний король · e5 чорний ферзь · b3 чорний пішак · d3 чорний пішак · e3 чорний пішак · g3 чорний пішак · b2 білий пішак · c2 білий пішак · f2 білий пішак · g2 білий пішак | 6 |
| 5 | f8 чорна тура · g8 чорний слон · h8 чорний слон · h7 чорний пішак · b6 біла тура · e6 білий пішак · b5 білий король · c5 чорний пішак · d5 чорний король · e5 чорний ферзь · b3 чорний пішак · d3 чорний пішак · e3 чорний пішак · g3 чорний пішак · b2 білий пішак · c2 білий пішак · f2 білий пішак · g2 білий пішак | f8 чорна тура · g8 чорний слон · h8 чорний слон · h7 чорний пішак · b6 біла тура · e6 білий пішак · b5 білий король · c5 чорний пішак · d5 чорний король · e5 чорний ферзь · b3 чорний пішак · d3 чорний пішак · e3 чорний пішак · g3 чорний пішак · b2 білий пішак · c2 білий пішак · f2 білий пішак · g2 білий пішак | f8 чорна тура · g8 чорний слон · h8 чорний слон · h7 чорний пішак · b6 біла тура · e6 білий пішак · b5 білий король · c5 чорний пішак · d5 чорний король · e5 чорний ферзь · b3 чорний пішак · d3 чорний пішак · e3 чорний пішак · g3 чорний пішак · b2 білий пішак · c2 білий пішак · f2 білий пішак · g2 білий пішак | f8 чорна тура · g8 чорний слон · h8 чорний слон · h7 чорний пішак · b6 біла тура · e6 білий пішак · b5 білий король · c5 чорний пішак · d5 чорний король · e5 чорний ферзь · b3 чорний пішак · d3 чорний пішак · e3 чорний пішак · g3 чорний пішак · b2 білий пішак · c2 білий пішак · f2 білий пішак · g2 білий пішак | f8 чорна тура · g8 чорний слон · h8 чорний слон · h7 чорний пішак · b6 біла тура · e6 білий пішак · b5 білий король · c5 чорний пішак · d5 чорний король · e5 чорний ферзь · b3 чорний пішак · d3 чорний пішак · e3 чорний пішак · g3 чорний пішак · b2 білий пішак · c2 білий пішак · f2 білий пішак · g2 білий пішак | f8 чорна тура · g8 чорний слон · h8 чорний слон · h7 чорний пішак · b6 біла тура · e6 білий пішак · b5 білий король · c5 чорний пішак · d5 чорний король · e5 чорний ферзь · b3 чорний пішак · d3 чорний пішак · e3 чорний пішак · g3 чорний пішак · b2 білий пішак · c2 білий пішак · f2 білий пішак · g2 білий пішак | f8 чорна тура · g8 чорний слон · h8 чорний слон · h7 чорний пішак · b6 біла тура · e6 білий пішак · b5 білий король · c5 чорний пішак · d5 чорний король · e5 чорний ферзь · b3 чорний пішак · d3 чорний пішак · e3 чорний пішак · g3 чорний пішак · b2 білий пішак · c2 білий пішак · f2 білий пішак · g2 білий пішак | f8 чорна тура · g8 чорний слон · h8 чорний слон · h7 чорний пішак · b6 біла тура · e6 білий пішак · b5 білий король · c5 чорний пішак · d5 чорний король · e5 чорний ферзь · b3 чорний пішак · d3 чорний пішак · e3 чорний пішак · g3 чорний пішак · b2 білий пішак · c2 білий пішак · f2 білий пішак · g2 білий пішак | 5 |
| 4 | f8 чорна тура · g8 чорний слон · h8 чорний слон · h7 чорний пішак · b6 біла тура · e6 білий пішак · b5 білий король · c5 чорний пішак · d5 чорний король · e5 чорний ферзь · b3 чорний пішак · d3 чорний пішак · e3 чорний пішак · g3 чорний пішак · b2 білий пішак · c2 білий пішак · f2 білий пішак · g2 білий пішак | f8 чорна тура · g8 чорний слон · h8 чорний слон · h7 чорний пішак · b6 біла тура · e6 білий пішак · b5 білий король · c5 чорний пішак · d5 чорний король · e5 чорний ферзь · b3 чорний пішак · d3 чорний пішак · e3 чорний пішак · g3 чорний пішак · b2 білий пішак · c2 білий пішак · f2 білий пішак · g2 білий пішак | f8 чорна тура · g8 чорний слон · h8 чорний слон · h7 чорний пішак · b6 біла тура · e6 білий пішак · b5 білий король · c5 чорний пішак · d5 чорний король · e5 чорний ферзь · b3 чорний пішак · d3 чорний пішак · e3 чорний пішак · g3 чорний пішак · b2 білий пішак · c2 білий пішак · f2 білий пішак · g2 білий пішак | f8 чорна тура · g8 чорний слон · h8 чорний слон · h7 чорний пішак · b6 біла тура · e6 білий пішак · b5 білий король · c5 чорний пішак · d5 чорний король · e5 чорний ферзь · b3 чорний пішак · d3 чорний пішак · e3 чорний пішак · g3 чорний пішак · b2 білий пішак · c2 білий пішак · f2 білий пішак · g2 білий пішак | f8 чорна тура · g8 чорний слон · h8 чорний слон · h7 чорний пішак · b6 біла тура · e6 білий пішак · b5 білий король · c5 чорний пішак · d5 чорний король · e5 чорний ферзь · b3 чорний пішак · d3 чорний пішак · e3 чорний пішак · g3 чорний пішак · b2 білий пішак · c2 білий пішак · f2 білий пішак · g2 білий пішак | f8 чорна тура · g8 чорний слон · h8 чорний слон · h7 чорний пішак · b6 біла тура · e6 білий пішак · b5 білий король · c5 чорний пішак · d5 чорний король · e5 чорний ферзь · b3 чорний пішак · d3 чорний пішак · e3 чорний пішак · g3 чорний пішак · b2 білий пішак · c2 білий пішак · f2 білий пішак · g2 білий пішак | f8 чорна тура · g8 чорний слон · h8 чорний слон · h7 чорний пішак · b6 біла тура · e6 білий пішак · b5 білий король · c5 чорний пішак · d5 чорний король · e5 чорний ферзь · b3 чорний пішак · d3 чорний пішак · e3 чорний пішак · g3 чорний пішак · b2 білий пішак · c2 білий пішак · f2 білий пішак · g2 білий пішак | f8 чорна тура · g8 чорний слон · h8 чорний слон · h7 чорний пішак · b6 біла тура · e6 білий пішак · b5 білий король · c5 чорний пішак · d5 чорний король · e5 чорний ферзь · b3 чорний пішак · d3 чорний пішак · e3 чорний пішак · g3 чорний пішак · b2 білий пішак · c2 білий пішак · f2 білий пішак · g2 білий пішак | 4 |
| 3 | f8 чорна тура · g8 чорний слон · h8 чорний слон · h7 чорний пішак · b6 біла тура · e6 білий пішак · b5 білий король · c5 чорний пішак · d5 чорний король · e5 чорний ферзь · b3 чорний пішак · d3 чорний пішак · e3 чорний пішак · g3 чорний пішак · b2 білий пішак · c2 білий пішак · f2 білий пішак · g2 білий пішак | f8 чорна тура · g8 чорний слон · h8 чорний слон · h7 чорний пішак · b6 біла тура · e6 білий пішак · b5 білий король · c5 чорний пішак · d5 чорний король · e5 чорний ферзь · b3 чорний пішак · d3 чорний пішак · e3 чорний пішак · g3 чорний пішак · b2 білий пішак · c2 білий пішак · f2 білий пішак · g2 білий пішак | f8 чорна тура · g8 чорний слон · h8 чорний слон · h7 чорний пішак · b6 біла тура · e6 білий пішак · b5 білий король · c5 чорний пішак · d5 чорний король · e5 чорний ферзь · b3 чорний пішак · d3 чорний пішак · e3 чорний пішак · g3 чорний пішак · b2 білий пішак · c2 білий пішак · f2 білий пішак · g2 білий пішак | f8 чорна тура · g8 чорний слон · h8 чорний слон · h7 чорний пішак · b6 біла тура · e6 білий пішак · b5 білий король · c5 чорний пішак · d5 чорний король · e5 чорний ферзь · b3 чорний пішак · d3 чорний пішак · e3 чорний пішак · g3 чорний пішак · b2 білий пішак · c2 білий пішак · f2 білий пішак · g2 білий пішак | f8 чорна тура · g8 чорний слон · h8 чорний слон · h7 чорний пішак · b6 біла тура · e6 білий пішак · b5 білий король · c5 чорний пішак · d5 чорний король · e5 чорний ферзь · b3 чорний пішак · d3 чорний пішак · e3 чорний пішак · g3 чорний пішак · b2 білий пішак · c2 білий пішак · f2 білий пішак · g2 білий пішак | f8 чорна тура · g8 чорний слон · h8 чорний слон · h7 чорний пішак · b6 біла тура · e6 білий пішак · b5 білий король · c5 чорний пішак · d5 чорний король · e5 чорний ферзь · b3 чорний пішак · d3 чорний пішак · e3 чорний пішак · g3 чорний пішак · b2 білий пішак · c2 білий пішак · f2 білий пішак · g2 білий пішак | f8 чорна тура · g8 чорний слон · h8 чорний слон · h7 чорний пішак · b6 біла тура · e6 білий пішак · b5 білий король · c5 чорний пішак · d5 чорний король · e5 чорний ферзь · b3 чорний пішак · d3 чорний пішак · e3 чорний пішак · g3 чорний пішак · b2 білий пішак · c2 білий пішак · f2 білий пішак · g2 білий пішак | f8 чорна тура · g8 чорний слон · h8 чорний слон · h7 чорний пішак · b6 біла тура · e6 білий пішак · b5 білий король · c5 чорний пішак · d5 чорний король · e5 чорний ферзь · b3 чорний пішак · d3 чорний пішак · e3 чорний пішак · g3 чорний пішак · b2 білий пішак · c2 білий пішак · f2 білий пішак · g2 білий пішак | 3 |
| 2 | f8 чорна тура · g8 чорний слон · h8 чорний слон · h7 чорний пішак · b6 біла тура · e6 білий пішак · b5 білий король · c5 чорний пішак · d5 чорний король · e5 чорний ферзь · b3 чорний пішак · d3 чорний пішак · e3 чорний пішак · g3 чорний пішак · b2 білий пішак · c2 білий пішак · f2 білий пішак · g2 білий пішак | f8 чорна тура · g8 чорний слон · h8 чорний слон · h7 чорний пішак · b6 біла тура · e6 білий пішак · b5 білий король · c5 чорний пішак · d5 чорний король · e5 чорний ферзь · b3 чорний пішак · d3 чорний пішак · e3 чорний пішак · g3 чорний пішак · b2 білий пішак · c2 білий пішак · f2 білий пішак · g2 білий пішак | f8 чорна тура · g8 чорний слон · h8 чорний слон · h7 чорний пішак · b6 біла тура · e6 білий пішак · b5 білий король · c5 чорний пішак · d5 чорний король · e5 чорний ферзь · b3 чорний пішак · d3 чорний пішак · e3 чорний пішак · g3 чорний пішак · b2 білий пішак · c2 білий пішак · f2 білий пішак · g2 білий пішак | f8 чорна тура · g8 чорний слон · h8 чорний слон · h7 чорний пішак · b6 біла тура · e6 білий пішак · b5 білий король · c5 чорний пішак · d5 чорний король · e5 чорний ферзь · b3 чорний пішак · d3 чорний пішак · e3 чорний пішак · g3 чорний пішак · b2 білий пішак · c2 білий пішак · f2 білий пішак · g2 білий пішак | f8 чорна тура · g8 чорний слон · h8 чорний слон · h7 чорний пішак · b6 біла тура · e6 білий пішак · b5 білий король · c5 чорний пішак · d5 чорний король · e5 чорний ферзь · b3 чорний пішак · d3 чорний пішак · e3 чорний пішак · g3 чорний пішак · b2 білий пішак · c2 білий пішак · f2 білий пішак · g2 білий пішак | f8 чорна тура · g8 чорний слон · h8 чорний слон · h7 чорний пішак · b6 біла тура · e6 білий пішак · b5 білий король · c5 чорний пішак · d5 чорний король · e5 чорний ферзь · b3 чорний пішак · d3 чорний пішак · e3 чорний пішак · g3 чорний пішак · b2 білий пішак · c2 білий пішак · f2 білий пішак · g2 білий пішак | f8 чорна тура · g8 чорний слон · h8 чорний слон · h7 чорний пішак · b6 біла тура · e6 білий пішак · b5 білий король · c5 чорний пішак · d5 чорний король · e5 чорний ферзь · b3 чорний пішак · d3 чорний пішак · e3 чорний пішак · g3 чорний пішак · b2 білий пішак · c2 білий пішак · f2 білий пішак · g2 білий пішак | f8 чорна тура · g8 чорний слон · h8 чорний слон · h7 чорний пішак · b6 біла тура · e6 білий пішак · b5 білий король · c5 чорний пішак · d5 чорний король · e5 чорний ферзь · b3 чорний пішак · d3 чорний пішак · e3 чорний пішак · g3 чорний пішак · b2 білий пішак · c2 білий пішак · f2 білий пішак · g2 білий пішак | 2 |
| 1 | f8 чорна тура · g8 чорний слон · h8 чорний слон · h7 чорний пішак · b6 біла тура · e6 білий пішак · b5 білий король · c5 чорний пішак · d5 чорний король · e5 чорний ферзь · b3 чорний пішак · d3 чорний пішак · e3 чорний пішак · g3 чорний пішак · b2 білий пішак · c2 білий пішак · f2 білий пішак · g2 білий пішак | f8 чорна тура · g8 чорний слон · h8 чорний слон · h7 чорний пішак · b6 біла тура · e6 білий пішак · b5 білий король · c5 чорний пішак · d5 чорний король · e5 чорний ферзь · b3 чорний пішак · d3 чорний пішак · e3 чорний пішак · g3 чорний пішак · b2 білий пішак · c2 білий пішак · f2 білий пішак · g2 білий пішак | f8 чорна тура · g8 чорний слон · h8 чорний слон · h7 чорний пішак · b6 біла тура · e6 білий пішак · b5 білий король · c5 чорний пішак · d5 чорний король · e5 чорний ферзь · b3 чорний пішак · d3 чорний пішак · e3 чорний пішак · g3 чорний пішак · b2 білий пішак · c2 білий пішак · f2 білий пішак · g2 білий пішак | f8 чорна тура · g8 чорний слон · h8 чорний слон · h7 чорний пішак · b6 біла тура · e6 білий пішак · b5 білий король · c5 чорний пішак · d5 чорний король · e5 чорний ферзь · b3 чорний пішак · d3 чорний пішак · e3 чорний пішак · g3 чорний пішак · b2 білий пішак · c2 білий пішак · f2 білий пішак · g2 білий пішак | f8 чорна тура · g8 чорний слон · h8 чорний слон · h7 чорний пішак · b6 біла тура · e6 білий пішак · b5 білий король · c5 чорний пішак · d5 чорний король · e5 чорний ферзь · b3 чорний пішак · d3 чорний пішак · e3 чорний пішак · g3 чорний пішак · b2 білий пішак · c2 білий пішак · f2 білий пішак · g2 білий пішак | f8 чорна тура · g8 чорний слон · h8 чорний слон · h7 чорний пішак · b6 біла тура · e6 білий пішак · b5 білий король · c5 чорний пішак · d5 чорний король · e5 чорний ферзь · b3 чорний пішак · d3 чорний пішак · e3 чорний пішак · g3 чорний пішак · b2 білий пішак · c2 білий пішак · f2 білий пішак · g2 білий пішак | f8 чорна тура · g8 чорний слон · h8 чорний слон · h7 чорний пішак · b6 біла тура · e6 білий пішак · b5 білий король · c5 чорний пішак · d5 чорний король · e5 чорний ферзь · b3 чорний пішак · d3 чорний пішак · e3 чорний пішак · g3 чорний пішак · b2 білий пішак · c2 білий пішак · f2 білий пішак · g2 білий пішак | f8 чорна тура · g8 чорний слон · h8 чорний слон · h7 чорний пішак · b6 біла тура · e6 білий пішак · b5 білий король · c5 чорний пішак · d5 чорний король · e5 чорний ферзь · b3 чорний пішак · d3 чорний пішак · e3 чорний пішак · g3 чорний пішак · b2 білий пішак · c2 білий пішак · f2 білий пішак · g2 білий пішак | 1 |
|   | a | b | c | d | e | f | g | h |   |

FEN: 5rbb/7p/1R2P3/1Kpkq3/8/1p1pp1p1/1PP2PP1/8
b)  b5 → h6,    c)=b b6 → a5,   d)=c a5 → d8,  e)=d d8 → g5
f)=e g5 ↔ e6,  g)=f e6 → f6,  h)=g g8 → e4

a) 1. Qe4 f4  2. Bd4 c4#

b) 1. Kc4 fe3 2. Qd5 cb3# (MM)

c) 1. Kd4 f3   2. c4 c3#

d) 1. Ke4 fg3 2. Rf5 cd3# (MM)
e) 1. Ke4 cd3+ 2. Kf4 fg3#

f) 1. Kd4 cb3  2. Qd5 fe3# (MM)

g) 1. Ke4 c3   2. Bd5 f3#

h) 1. Qd4 c4+ 2. Ke5 f4# (MM)

В задачі є два механізми чотириразової гри двох білих пішаків «с2» і «f2». Але їхня гра так поєднана, що в перших чотирьох близнюках на першому ході грає пішак «f2», а на другому ході — пішак «с2». В наступних чотирьох близнюках навпаки — на першому ході грає пішак «с2», а на другому ході — пішак «f2». В результаті виражено тему чотири рази. Таск!  

## Синтез з іншими темами
Для розширення змісту задач часто використовується механізм чотириразової гри білого пішака в синтезі з іншими ідеями.
|   | a | b | c | d | e | f | g | h |   |
| 8 | b8 білий ферзь · d8 білий слон · e8 чорний кінь · f7 чорний пішак · d6 чорна тура · e6 білий слон · g6 білий пішак · c5 білий кінь · e5 чорний король · b4 білий пішак · c3 білий пішак · d3 чорний пішак · f3 чорний пішак · g3 білий король · d2 білий пішак · e2 білий пішак · f2 білий пішак | b8 білий ферзь · d8 білий слон · e8 чорний кінь · f7 чорний пішак · d6 чорна тура · e6 білий слон · g6 білий пішак · c5 білий кінь · e5 чорний король · b4 білий пішак · c3 білий пішак · d3 чорний пішак · f3 чорний пішак · g3 білий король · d2 білий пішак · e2 білий пішак · f2 білий пішак | b8 білий ферзь · d8 білий слон · e8 чорний кінь · f7 чорний пішак · d6 чорна тура · e6 білий слон · g6 білий пішак · c5 білий кінь · e5 чорний король · b4 білий пішак · c3 білий пішак · d3 чорний пішак · f3 чорний пішак · g3 білий король · d2 білий пішак · e2 білий пішак · f2 білий пішак | b8 білий ферзь · d8 білий слон · e8 чорний кінь · f7 чорний пішак · d6 чорна тура · e6 білий слон · g6 білий пішак · c5 білий кінь · e5 чорний король · b4 білий пішак · c3 білий пішак · d3 чорний пішак · f3 чорний пішак · g3 білий король · d2 білий пішак · e2 білий пішак · f2 білий пішак | b8 білий ферзь · d8 білий слон · e8 чорний кінь · f7 чорний пішак · d6 чорна тура · e6 білий слон · g6 білий пішак · c5 білий кінь · e5 чорний король · b4 білий пішак · c3 білий пішак · d3 чорний пішак · f3 чорний пішак · g3 білий король · d2 білий пішак · e2 білий пішак · f2 білий пішак | b8 білий ферзь · d8 білий слон · e8 чорний кінь · f7 чорний пішак · d6 чорна тура · e6 білий слон · g6 білий пішак · c5 білий кінь · e5 чорний король · b4 білий пішак · c3 білий пішак · d3 чорний пішак · f3 чорний пішак · g3 білий король · d2 білий пішак · e2 білий пішак · f2 білий пішак | b8 білий ферзь · d8 білий слон · e8 чорний кінь · f7 чорний пішак · d6 чорна тура · e6 білий слон · g6 білий пішак · c5 білий кінь · e5 чорний король · b4 білий пішак · c3 білий пішак · d3 чорний пішак · f3 чорний пішак · g3 білий король · d2 білий пішак · e2 білий пішак · f2 білий пішак | b8 білий ферзь · d8 білий слон · e8 чорний кінь · f7 чорний пішак · d6 чорна тура · e6 білий слон · g6 білий пішак · c5 білий кінь · e5 чорний король · b4 білий пішак · c3 білий пішак · d3 чорний пішак · f3 чорний пішак · g3 білий король · d2 білий пішак · e2 білий пішак · f2 білий пішак | 8 |
| 7 | b8 білий ферзь · d8 білий слон · e8 чорний кінь · f7 чорний пішак · d6 чорна тура · e6 білий слон · g6 білий пішак · c5 білий кінь · e5 чорний король · b4 білий пішак · c3 білий пішак · d3 чорний пішак · f3 чорний пішак · g3 білий король · d2 білий пішак · e2 білий пішак · f2 білий пішак | b8 білий ферзь · d8 білий слон · e8 чорний кінь · f7 чорний пішак · d6 чорна тура · e6 білий слон · g6 білий пішак · c5 білий кінь · e5 чорний король · b4 білий пішак · c3 білий пішак · d3 чорний пішак · f3 чорний пішак · g3 білий король · d2 білий пішак · e2 білий пішак · f2 білий пішак | b8 білий ферзь · d8 білий слон · e8 чорний кінь · f7 чорний пішак · d6 чорна тура · e6 білий слон · g6 білий пішак · c5 білий кінь · e5 чорний король · b4 білий пішак · c3 білий пішак · d3 чорний пішак · f3 чорний пішак · g3 білий король · d2 білий пішак · e2 білий пішак · f2 білий пішак | b8 білий ферзь · d8 білий слон · e8 чорний кінь · f7 чорний пішак · d6 чорна тура · e6 білий слон · g6 білий пішак · c5 білий кінь · e5 чорний король · b4 білий пішак · c3 білий пішак · d3 чорний пішак · f3 чорний пішак · g3 білий король · d2 білий пішак · e2 білий пішак · f2 білий пішак | b8 білий ферзь · d8 білий слон · e8 чорний кінь · f7 чорний пішак · d6 чорна тура · e6 білий слон · g6 білий пішак · c5 білий кінь · e5 чорний король · b4 білий пішак · c3 білий пішак · d3 чорний пішак · f3 чорний пішак · g3 білий король · d2 білий пішак · e2 білий пішак · f2 білий пішак | b8 білий ферзь · d8 білий слон · e8 чорний кінь · f7 чорний пішак · d6 чорна тура · e6 білий слон · g6 білий пішак · c5 білий кінь · e5 чорний король · b4 білий пішак · c3 білий пішак · d3 чорний пішак · f3 чорний пішак · g3 білий король · d2 білий пішак · e2 білий пішак · f2 білий пішак | b8 білий ферзь · d8 білий слон · e8 чорний кінь · f7 чорний пішак · d6 чорна тура · e6 білий слон · g6 білий пішак · c5 білий кінь · e5 чорний король · b4 білий пішак · c3 білий пішак · d3 чорний пішак · f3 чорний пішак · g3 білий король · d2 білий пішак · e2 білий пішак · f2 білий пішак | b8 білий ферзь · d8 білий слон · e8 чорний кінь · f7 чорний пішак · d6 чорна тура · e6 білий слон · g6 білий пішак · c5 білий кінь · e5 чорний король · b4 білий пішак · c3 білий пішак · d3 чорний пішак · f3 чорний пішак · g3 білий король · d2 білий пішак · e2 білий пішак · f2 білий пішак | 7 |
| 6 | b8 білий ферзь · d8 білий слон · e8 чорний кінь · f7 чорний пішак · d6 чорна тура · e6 білий слон · g6 білий пішак · c5 білий кінь · e5 чорний король · b4 білий пішак · c3 білий пішак · d3 чорний пішак · f3 чорний пішак · g3 білий король · d2 білий пішак · e2 білий пішак · f2 білий пішак | b8 білий ферзь · d8 білий слон · e8 чорний кінь · f7 чорний пішак · d6 чорна тура · e6 білий слон · g6 білий пішак · c5 білий кінь · e5 чорний король · b4 білий пішак · c3 білий пішак · d3 чорний пішак · f3 чорний пішак · g3 білий король · d2 білий пішак · e2 білий пішак · f2 білий пішак | b8 білий ферзь · d8 білий слон · e8 чорний кінь · f7 чорний пішак · d6 чорна тура · e6 білий слон · g6 білий пішак · c5 білий кінь · e5 чорний король · b4 білий пішак · c3 білий пішак · d3 чорний пішак · f3 чорний пішак · g3 білий король · d2 білий пішак · e2 білий пішак · f2 білий пішак | b8 білий ферзь · d8 білий слон · e8 чорний кінь · f7 чорний пішак · d6 чорна тура · e6 білий слон · g6 білий пішак · c5 білий кінь · e5 чорний король · b4 білий пішак · c3 білий пішак · d3 чорний пішак · f3 чорний пішак · g3 білий король · d2 білий пішак · e2 білий пішак · f2 білий пішак | b8 білий ферзь · d8 білий слон · e8 чорний кінь · f7 чорний пішак · d6 чорна тура · e6 білий слон · g6 білий пішак · c5 білий кінь · e5 чорний король · b4 білий пішак · c3 білий пішак · d3 чорний пішак · f3 чорний пішак · g3 білий король · d2 білий пішак · e2 білий пішак · f2 білий пішак | b8 білий ферзь · d8 білий слон · e8 чорний кінь · f7 чорний пішак · d6 чорна тура · e6 білий слон · g6 білий пішак · c5 білий кінь · e5 чорний король · b4 білий пішак · c3 білий пішак · d3 чорний пішак · f3 чорний пішак · g3 білий король · d2 білий пішак · e2 білий пішак · f2 білий пішак | b8 білий ферзь · d8 білий слон · e8 чорний кінь · f7 чорний пішак · d6 чорна тура · e6 білий слон · g6 білий пішак · c5 білий кінь · e5 чорний король · b4 білий пішак · c3 білий пішак · d3 чорний пішак · f3 чорний пішак · g3 білий король · d2 білий пішак · e2 білий пішак · f2 білий пішак | b8 білий ферзь · d8 білий слон · e8 чорний кінь · f7 чорний пішак · d6 чорна тура · e6 білий слон · g6 білий пішак · c5 білий кінь · e5 чорний король · b4 білий пішак · c3 білий пішак · d3 чорний пішак · f3 чорний пішак · g3 білий король · d2 білий пішак · e2 білий пішак · f2 білий пішак | 6 |
| 5 | b8 білий ферзь · d8 білий слон · e8 чорний кінь · f7 чорний пішак · d6 чорна тура · e6 білий слон · g6 білий пішак · c5 білий кінь · e5 чорний король · b4 білий пішак · c3 білий пішак · d3 чорний пішак · f3 чорний пішак · g3 білий король · d2 білий пішак · e2 білий пішак · f2 білий пішак | b8 білий ферзь · d8 білий слон · e8 чорний кінь · f7 чорний пішак · d6 чорна тура · e6 білий слон · g6 білий пішак · c5 білий кінь · e5 чорний король · b4 білий пішак · c3 білий пішак · d3 чорний пішак · f3 чорний пішак · g3 білий король · d2 білий пішак · e2 білий пішак · f2 білий пішак | b8 білий ферзь · d8 білий слон · e8 чорний кінь · f7 чорний пішак · d6 чорна тура · e6 білий слон · g6 білий пішак · c5 білий кінь · e5 чорний король · b4 білий пішак · c3 білий пішак · d3 чорний пішак · f3 чорний пішак · g3 білий король · d2 білий пішак · e2 білий пішак · f2 білий пішак | b8 білий ферзь · d8 білий слон · e8 чорний кінь · f7 чорний пішак · d6 чорна тура · e6 білий слон · g6 білий пішак · c5 білий кінь · e5 чорний король · b4 білий пішак · c3 білий пішак · d3 чорний пішак · f3 чорний пішак · g3 білий король · d2 білий пішак · e2 білий пішак · f2 білий пішак | b8 білий ферзь · d8 білий слон · e8 чорний кінь · f7 чорний пішак · d6 чорна тура · e6 білий слон · g6 білий пішак · c5 білий кінь · e5 чорний король · b4 білий пішак · c3 білий пішак · d3 чорний пішак · f3 чорний пішак · g3 білий король · d2 білий пішак · e2 білий пішак · f2 білий пішак | b8 білий ферзь · d8 білий слон · e8 чорний кінь · f7 чорний пішак · d6 чорна тура · e6 білий слон · g6 білий пішак · c5 білий кінь · e5 чорний король · b4 білий пішак · c3 білий пішак · d3 чорний пішак · f3 чорний пішак · g3 білий король · d2 білий пішак · e2 білий пішак · f2 білий пішак | b8 білий ферзь · d8 білий слон · e8 чорний кінь · f7 чорний пішак · d6 чорна тура · e6 білий слон · g6 білий пішак · c5 білий кінь · e5 чорний король · b4 білий пішак · c3 білий пішак · d3 чорний пішак · f3 чорний пішак · g3 білий король · d2 білий пішак · e2 білий пішак · f2 білий пішак | b8 білий ферзь · d8 білий слон · e8 чорний кінь · f7 чорний пішак · d6 чорна тура · e6 білий слон · g6 білий пішак · c5 білий кінь · e5 чорний король · b4 білий пішак · c3 білий пішак · d3 чорний пішак · f3 чорний пішак · g3 білий король · d2 білий пішак · e2 білий пішак · f2 білий пішак | 5 |
| 4 | b8 білий ферзь · d8 білий слон · e8 чорний кінь · f7 чорний пішак · d6 чорна тура · e6 білий слон · g6 білий пішак · c5 білий кінь · e5 чорний король · b4 білий пішак · c3 білий пішак · d3 чорний пішак · f3 чорний пішак · g3 білий король · d2 білий пішак · e2 білий пішак · f2 білий пішак | b8 білий ферзь · d8 білий слон · e8 чорний кінь · f7 чорний пішак · d6 чорна тура · e6 білий слон · g6 білий пішак · c5 білий кінь · e5 чорний король · b4 білий пішак · c3 білий пішак · d3 чорний пішак · f3 чорний пішак · g3 білий король · d2 білий пішак · e2 білий пішак · f2 білий пішак | b8 білий ферзь · d8 білий слон · e8 чорний кінь · f7 чорний пішак · d6 чорна тура · e6 білий слон · g6 білий пішак · c5 білий кінь · e5 чорний король · b4 білий пішак · c3 білий пішак · d3 чорний пішак · f3 чорний пішак · g3 білий король · d2 білий пішак · e2 білий пішак · f2 білий пішак | b8 білий ферзь · d8 білий слон · e8 чорний кінь · f7 чорний пішак · d6 чорна тура · e6 білий слон · g6 білий пішак · c5 білий кінь · e5 чорний король · b4 білий пішак · c3 білий пішак · d3 чорний пішак · f3 чорний пішак · g3 білий король · d2 білий пішак · e2 білий пішак · f2 білий пішак | b8 білий ферзь · d8 білий слон · e8 чорний кінь · f7 чорний пішак · d6 чорна тура · e6 білий слон · g6 білий пішак · c5 білий кінь · e5 чорний король · b4 білий пішак · c3 білий пішак · d3 чорний пішак · f3 чорний пішак · g3 білий король · d2 білий пішак · e2 білий пішак · f2 білий пішак | b8 білий ферзь · d8 білий слон · e8 чорний кінь · f7 чорний пішак · d6 чорна тура · e6 білий слон · g6 білий пішак · c5 білий кінь · e5 чорний король · b4 білий пішак · c3 білий пішак · d3 чорний пішак · f3 чорний пішак · g3 білий король · d2 білий пішак · e2 білий пішак · f2 білий пішак | b8 білий ферзь · d8 білий слон · e8 чорний кінь · f7 чорний пішак · d6 чорна тура · e6 білий слон · g6 білий пішак · c5 білий кінь · e5 чорний король · b4 білий пішак · c3 білий пішак · d3 чорний пішак · f3 чорний пішак · g3 білий король · d2 білий пішак · e2 білий пішак · f2 білий пішак | b8 білий ферзь · d8 білий слон · e8 чорний кінь · f7 чорний пішак · d6 чорна тура · e6 білий слон · g6 білий пішак · c5 білий кінь · e5 чорний король · b4 білий пішак · c3 білий пішак · d3 чорний пішак · f3 чорний пішак · g3 білий король · d2 білий пішак · e2 білий пішак · f2 білий пішак | 4 |
| 3 | b8 білий ферзь · d8 білий слон · e8 чорний кінь · f7 чорний пішак · d6 чорна тура · e6 білий слон · g6 білий пішак · c5 білий кінь · e5 чорний король · b4 білий пішак · c3 білий пішак · d3 чорний пішак · f3 чорний пішак · g3 білий король · d2 білий пішак · e2 білий пішак · f2 білий пішак | b8 білий ферзь · d8 білий слон · e8 чорний кінь · f7 чорний пішак · d6 чорна тура · e6 білий слон · g6 білий пішак · c5 білий кінь · e5 чорний король · b4 білий пішак · c3 білий пішак · d3 чорний пішак · f3 чорний пішак · g3 білий король · d2 білий пішак · e2 білий пішак · f2 білий пішак | b8 білий ферзь · d8 білий слон · e8 чорний кінь · f7 чорний пішак · d6 чорна тура · e6 білий слон · g6 білий пішак · c5 білий кінь · e5 чорний король · b4 білий пішак · c3 білий пішак · d3 чорний пішак · f3 чорний пішак · g3 білий король · d2 білий пішак · e2 білий пішак · f2 білий пішак | b8 білий ферзь · d8 білий слон · e8 чорний кінь · f7 чорний пішак · d6 чорна тура · e6 білий слон · g6 білий пішак · c5 білий кінь · e5 чорний король · b4 білий пішак · c3 білий пішак · d3 чорний пішак · f3 чорний пішак · g3 білий король · d2 білий пішак · e2 білий пішак · f2 білий пішак | b8 білий ферзь · d8 білий слон · e8 чорний кінь · f7 чорний пішак · d6 чорна тура · e6 білий слон · g6 білий пішак · c5 білий кінь · e5 чорний король · b4 білий пішак · c3 білий пішак · d3 чорний пішак · f3 чорний пішак · g3 білий король · d2 білий пішак · e2 білий пішак · f2 білий пішак | b8 білий ферзь · d8 білий слон · e8 чорний кінь · f7 чорний пішак · d6 чорна тура · e6 білий слон · g6 білий пішак · c5 білий кінь · e5 чорний король · b4 білий пішак · c3 білий пішак · d3 чорний пішак · f3 чорний пішак · g3 білий король · d2 білий пішак · e2 білий пішак · f2 білий пішак | b8 білий ферзь · d8 білий слон · e8 чорний кінь · f7 чорний пішак · d6 чорна тура · e6 білий слон · g6 білий пішак · c5 білий кінь · e5 чорний король · b4 білий пішак · c3 білий пішак · d3 чорний пішак · f3 чорний пішак · g3 білий король · d2 білий пішак · e2 білий пішак · f2 білий пішак | b8 білий ферзь · d8 білий слон · e8 чорний кінь · f7 чорний пішак · d6 чорна тура · e6 білий слон · g6 білий пішак · c5 білий кінь · e5 чорний король · b4 білий пішак · c3 білий пішак · d3 чорний пішак · f3 чорний пішак · g3 білий король · d2 білий пішак · e2 білий пішак · f2 білий пішак | 3 |
| 2 | b8 білий ферзь · d8 білий слон · e8 чорний кінь · f7 чорний пішак · d6 чорна тура · e6 білий слон · g6 білий пішак · c5 білий кінь · e5 чорний король · b4 білий пішак · c3 білий пішак · d3 чорний пішак · f3 чорний пішак · g3 білий король · d2 білий пішак · e2 білий пішак · f2 білий пішак | b8 білий ферзь · d8 білий слон · e8 чорний кінь · f7 чорний пішак · d6 чорна тура · e6 білий слон · g6 білий пішак · c5 білий кінь · e5 чорний король · b4 білий пішак · c3 білий пішак · d3 чорний пішак · f3 чорний пішак · g3 білий король · d2 білий пішак · e2 білий пішак · f2 білий пішак | b8 білий ферзь · d8 білий слон · e8 чорний кінь · f7 чорний пішак · d6 чорна тура · e6 білий слон · g6 білий пішак · c5 білий кінь · e5 чорний король · b4 білий пішак · c3 білий пішак · d3 чорний пішак · f3 чорний пішак · g3 білий король · d2 білий пішак · e2 білий пішак · f2 білий пішак | b8 білий ферзь · d8 білий слон · e8 чорний кінь · f7 чорний пішак · d6 чорна тура · e6 білий слон · g6 білий пішак · c5 білий кінь · e5 чорний король · b4 білий пішак · c3 білий пішак · d3 чорний пішак · f3 чорний пішак · g3 білий король · d2 білий пішак · e2 білий пішак · f2 білий пішак | b8 білий ферзь · d8 білий слон · e8 чорний кінь · f7 чорний пішак · d6 чорна тура · e6 білий слон · g6 білий пішак · c5 білий кінь · e5 чорний король · b4 білий пішак · c3 білий пішак · d3 чорний пішак · f3 чорний пішак · g3 білий король · d2 білий пішак · e2 білий пішак · f2 білий пішак | b8 білий ферзь · d8 білий слон · e8 чорний кінь · f7 чорний пішак · d6 чорна тура · e6 білий слон · g6 білий пішак · c5 білий кінь · e5 чорний король · b4 білий пішак · c3 білий пішак · d3 чорний пішак · f3 чорний пішак · g3 білий король · d2 білий пішак · e2 білий пішак · f2 білий пішак | b8 білий ферзь · d8 білий слон · e8 чорний кінь · f7 чорний пішак · d6 чорна тура · e6 білий слон · g6 білий пішак · c5 білий кінь · e5 чорний король · b4 білий пішак · c3 білий пішак · d3 чорний пішак · f3 чорний пішак · g3 білий король · d2 білий пішак · e2 білий пішак · f2 білий пішак | b8 білий ферзь · d8 білий слон · e8 чорний кінь · f7 чорний пішак · d6 чорна тура · e6 білий слон · g6 білий пішак · c5 білий кінь · e5 чорний король · b4 білий пішак · c3 білий пішак · d3 чорний пішак · f3 чорний пішак · g3 білий король · d2 білий пішак · e2 білий пішак · f2 білий пішак | 2 |
| 1 | b8 білий ферзь · d8 білий слон · e8 чорний кінь · f7 чорний пішак · d6 чорна тура · e6 білий слон · g6 білий пішак · c5 білий кінь · e5 чорний король · b4 білий пішак · c3 білий пішак · d3 чорний пішак · f3 чорний пішак · g3 білий король · d2 білий пішак · e2 білий пішак · f2 білий пішак | b8 білий ферзь · d8 білий слон · e8 чорний кінь · f7 чорний пішак · d6 чорна тура · e6 білий слон · g6 білий пішак · c5 білий кінь · e5 чорний король · b4 білий пішак · c3 білий пішак · d3 чорний пішак · f3 чорний пішак · g3 білий король · d2 білий пішак · e2 білий пішак · f2 білий пішак | b8 білий ферзь · d8 білий слон · e8 чорний кінь · f7 чорний пішак · d6 чорна тура · e6 білий слон · g6 білий пішак · c5 білий кінь · e5 чорний король · b4 білий пішак · c3 білий пішак · d3 чорний пішак · f3 чорний пішак · g3 білий король · d2 білий пішак · e2 білий пішак · f2 білий пішак | b8 білий ферзь · d8 білий слон · e8 чорний кінь · f7 чорний пішак · d6 чорна тура · e6 білий слон · g6 білий пішак · c5 білий кінь · e5 чорний король · b4 білий пішак · c3 білий пішак · d3 чорний пішак · f3 чорний пішак · g3 білий король · d2 білий пішак · e2 білий пішак · f2 білий пішак | b8 білий ферзь · d8 білий слон · e8 чорний кінь · f7 чорний пішак · d6 чорна тура · e6 білий слон · g6 білий пішак · c5 білий кінь · e5 чорний король · b4 білий пішак · c3 білий пішак · d3 чорний пішак · f3 чорний пішак · g3 білий король · d2 білий пішак · e2 білий пішак · f2 білий пішак | b8 білий ферзь · d8 білий слон · e8 чорний кінь · f7 чорний пішак · d6 чорна тура · e6 білий слон · g6 білий пішак · c5 білий кінь · e5 чорний король · b4 білий пішак · c3 білий пішак · d3 чорний пішак · f3 чорний пішак · g3 білий король · d2 білий пішак · e2 білий пішак · f2 білий пішак | b8 білий ферзь · d8 білий слон · e8 чорний кінь · f7 чорний пішак · d6 чорна тура · e6 білий слон · g6 білий пішак · c5 білий кінь · e5 чорний король · b4 білий пішак · c3 білий пішак · d3 чорний пішак · f3 чорний пішак · g3 білий король · d2 білий пішак · e2 білий пішак · f2 білий пішак | b8 білий ферзь · d8 білий слон · e8 чорний кінь · f7 чорний пішак · d6 чорна тура · e6 білий слон · g6 білий пішак · c5 білий кінь · e5 чорний король · b4 білий пішак · c3 білий пішак · d3 чорний пішак · f3 чорний пішак · g3 білий король · d2 білий пішак · e2 білий пішак · f2 білий пішак | 1 |
|   | a | b | c | d | e | f | g | h |   |

FEN: 1Q1Bn3/5p2/3rB1P1/2N1k3/1P6/2Pp1pK1/3PPP2/8
1. Be7! ~ Zz
1. ... fe6 2. e4! S~ 3. Qxd6#
1. ... f6   2. ef3!  ~  3. f4#
1. ... f5   2. e3! f4 3. ef#
1. ... fg   2. ed3  ~  3. d4#
Максимально гранична активність різноколірних пішаків (білого «е2» і чорного «f7») представляють синтез теми альбіно і теми пікенінні.